# Blumenkriege

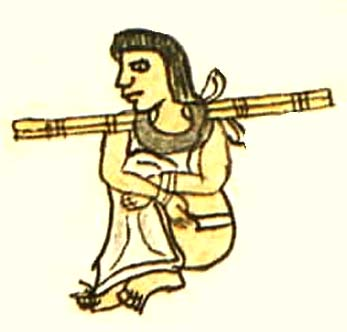
Spezieller Holzkragen für Gefangene, abgebildet im Codex Mendoza

Blumenkriege (Nahuatl Xochiyaoyotl) waren Feldzüge der Azteken und mehrerer Völker in ihrer Nachbarschaft, die nicht der Eroberung dienten, sondern allein der Beschaffung von Kriegsgefangenen, die im Opferkult der Azteken als Menschenopfer den Göttern dargebracht werden sollten.

## Rolle der Blumenkriege in der aztekischen Kultur
Für die Azteken gab es zwei Arten von Krieg. Der eine Krieg wurde zur Unterwerfung der Nachbarvölker und zur Ausbreitung der aztekischen Vorherrschaft geführt. Die unterworfenen Völker wurden dann gezwungen, Tribut an die Azteken zu zahlen. Da die Azteken (im engeren Sinne Tenochtitlaner und Tlatelolcoer auf ihrer Insel) trotz ausgesprochen aufwendiger Versuche zur Erweiterung ihres Ackerlandes (Chinampas) nicht genug anbauen konnten, lebten sie zum großen Teil von den Abgaben der unterworfenen Völker. Der andere Krieg wurde aus rein religiösen Gründen geführt und Blumenkrieg genannt. Er diente dazu, lebende Gefangene für das Opferritual zu gewinnen. Ausgelöst wurden diese Kriege durch eine große Hungersnot. Die Azteken glaubten, dass sie die Götter durch Menschenopfer gnädig stimmen und die Hungersnot beenden könnten. Damit sie auch in ferner Zukunft noch Blumenkriege führen konnten, ließen die Azteken bewusst kleineren Völkern eine gewisse Unabhängigkeit, wie zum Beispiel den Mixteken oder den Zapoteken im Süden ihres Reiches. Mit diesen und anderen Nachbarn, insbesondere mit den in unmittelbarer Nachbarschaft Tenochtitlans lebenden Tlaxcalteken, führten die Azteken Blumenkriege. Nach den auf vorspanischen Traditionen beruhenden Berichten war das wiederholte Training der Krieger (im Sinne moderner Manöver) ein wesentliches Ziel.

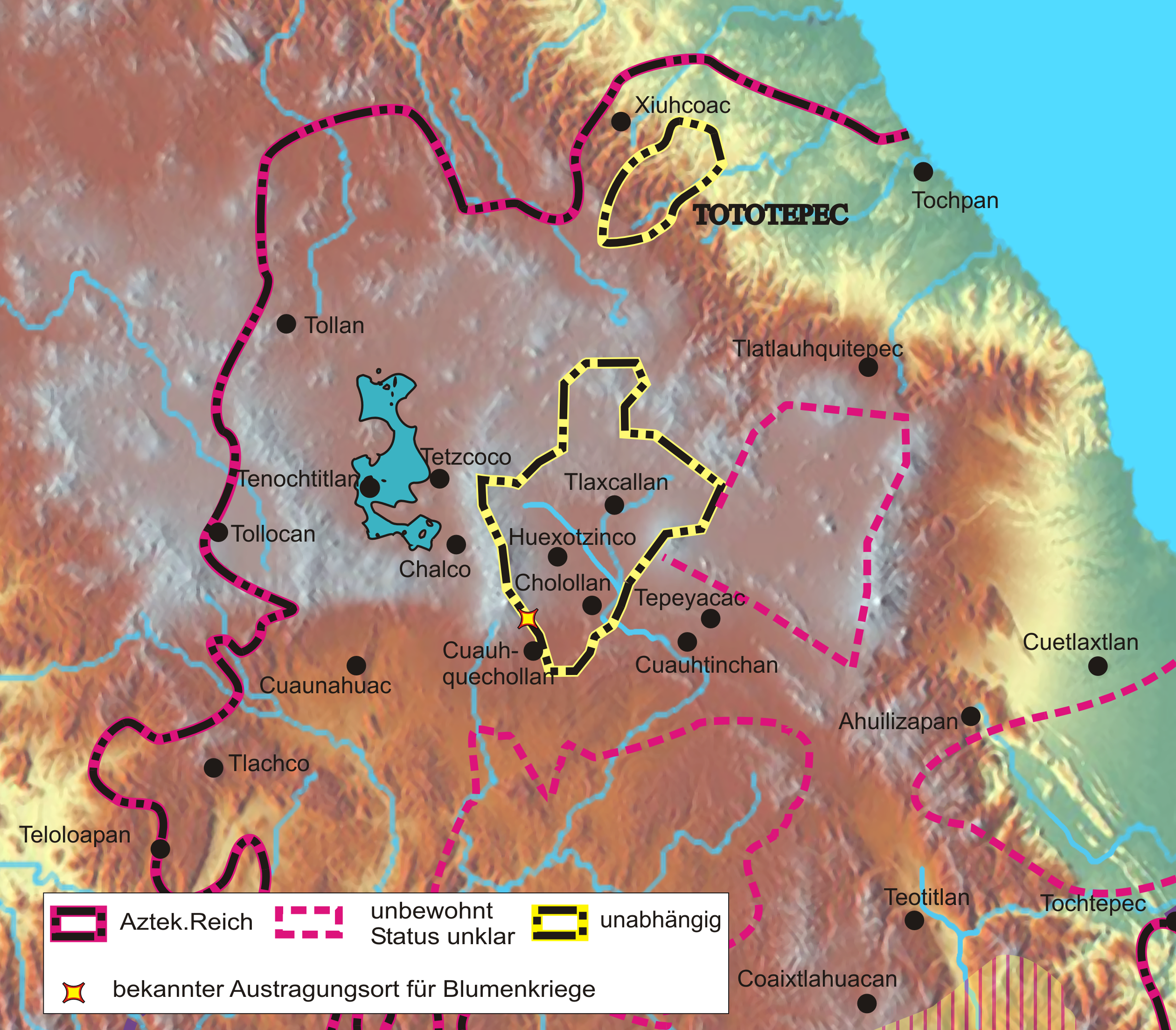
Zentrales Herrschaftsgebiet des aztekischen Dreibundes mit unabhängigen Gebieten kurz vor der spanischen Eroberung

## Kriegsvorbereitung
Zu Beginn des Blumenkrieges wurde die Nachricht an allen Versammlungsorten und Plätzen öffentlich verkündet. Wenn die Truppen bereit und die verbündeten Städte alarmiert waren und ihre Zustimmung gegeben hatten, an dem Krieg teilzunehmen, begann der Marsch. Gewöhnlich marschierten die Priester dem Zug voran und trugen die Bildnisse der Götter. Manche Krieger aus verbündeten Städten schlossen sich dem Kriegszug erst unterwegs an, wenn die Armee an ihren Städten vorbei marschierte.
Gut ausgebaute Straßen ermöglichten eine Wegstrecke von 20 bis 30 Kilometern am Tag. Die Größe der aztekischen Armee änderte sich ständig und wurde dem jeweiligen Bedarf angepasst. Im Krieg gegen Coixtlahuacan z. B. umfasste die aztekische Truppenstärke 200.000 Krieger und 100.000 Gepäckträger. Andere Quellen sprechen von einer Stärke von bis zu 700.000 Männern.

## Religion und Rituale
Wenn es an der Zeit war, ein religiöses Fest zu feiern, die Ernte einzubringen oder wenn neue Soldaten rekrutiert werden sollten, brachen die gegnerischen Parteien den Krieg ab. Dann schickten sie einfach Botschafter an die benachbarten Völker, und alle Kriegsparteien stellten die Kampfhandlungen ein. Das Wichtigste war, die Blumenkriege an den heiligen Kalender anzupassen, damit nicht der Zorn der Götter geweckt würde. Dafür konsultierten die Kriegsparteien ihre heiligen Bücher.
Die Religion war der wichtigste Faktor im Leben der Azteken und ihrer Nachbarvölker. In ihrer Vorstellung beherrschten blutrünstige Götter das Universum und mussten fortwährend durch Opfer besänftigt werden, damit sie die Welt nicht zerstörten. Dabei dienten die Menschen den Göttern als hoch geschätzte Speise.
Der Kannibalismus war weit verbreitet und die Azteken, wie auch andere Stämme wie die mit den Spaniern früh verbündeten Totonaken und Tlaxkalteken, waren sehr überrascht, als die Spanier das Menschenfleisch oder andere, mit Menschenblut besprengte Speisen, die ihnen zum Zeichen der Ehrerbietung und des Respekts angeboten wurden, ablehnten. Sie empfanden dies als eine Beleidigung ihrer guten Sitten und ihrer Religion sowie als eine Kränkung ihres wichtigsten Gottes, des Gottes des Krieges, Huitzilopochtli.
Götter besaßen das Attribut Menschenfresser. Andererseits war die grundsätzliche Ablehnung der grausamen Menschenopfer und des Kannibalismus auch vor der Ankunft der Spanier und des Christentums durchaus bekannt, und zwar in Form des vergleichsweise gütigen Gottes Quetzalcoatl (Gefiederte Schlange), der als zunächst menschlicher Herrscher der Tolteken nach Westen übers Meer gegangen sein soll und dessen Rückkehr, mitsamt der Beendigung der Menschenopfer, verheißen war. Für die Azteken war das zwar eine zweit- bis drittrangige Gottheit, aber sie nahmen äußerst gläubig bis abergläubisch alle Geschehnisse sehr genau wahr. In den Jahren unmittelbar vor der Ankunft der Spanier wurde auf Befehl von Moctezuma II. auch diesem Gott ein Schrein in Tenochtitlan errichtet. Denn dazu kam die Angst des aztekischen Herrscherhauses, auf einem angemaßten Thron, nämlich dem der Tolteken, zu sitzen und von diesem auch wieder heruntergestoßen werden zu können.

## Ablauf des Blumenkrieges
Ein Blumenkrieg lief nach festen Regeln und Ritualen ab, ganz im Gegensatz zu den Eroberungskriegen.
Die Kämpfe begannen gewöhnlich bei Tagesanbruch mit Rauchsignalen. Diese Signale wurden auch verwendet, um die Angriffe zwischen verschiedenen Abteilungen der Armee zu koordinieren. Das Signal zum Angriff wurde auch durch Musikinstrumente wie Trommeln und Schneckenhörner gegeben. Die sich gegenüberstehenden Heere schickten im Blumenkrieg nur jeweils eine Reihe Kämpfer gegeneinander. Zu Beginn des Kampfes durften nur die besten Krieger kämpfen. Die anderen warteten dahinter, bis sie an der Reihe waren. Jugendliche durften entweder gar nicht kämpfen und mussten sich mit dem Zuschauen begnügen, oder ihnen wurde ein etwa gleichaltriger Gegner gestellt. Während des Kampfes wurden die Kontrahenten von ihren Kameraden lautstark angefeuert. Wenn ein Krieger müde wurde, zog er sich zurück und wurde ersetzt. Diese Rotation erlaubte einen Kampf über viele Stunden. Selbst bei größtem Risiko für das eigene Leben versuchten die Azteken, den Gegner lebendig zu fangen. Denn nur wer Gefangene auf dem Schlachtfeld machte, konnte in der Gesellschaft aufsteigen. Gefangene brachten dem Sieger Ruhm und Ehre. Das Eingreifen eines Dritten in einen laufenden Zweikampf, zu Gunsten eines Kameraden, war nicht erlaubt. Hatten die Kämpfer genügend Gefangene gemacht, verließen sie das Schlachtfeld und führten die unterlegenen Gegner fort. Da sowohl die Azteken als auch ihre Gegner Menschenopfer für ihre religiösen Riten benötigten, trafen sich die Kriegsparteien zu diesen beinahe „sportlichen“ Schlachten regelmäßig.
Oft waren es Abnutzungskriege mit hohen Verlusten. Im Jahre 1504 besiegten die Tlaxcalteken die Azteken in einem Blumenkrieg, der sich unvorhergesehen in einen richtigen Krieg gewandelt hatte.

## Gefangene und Opfer

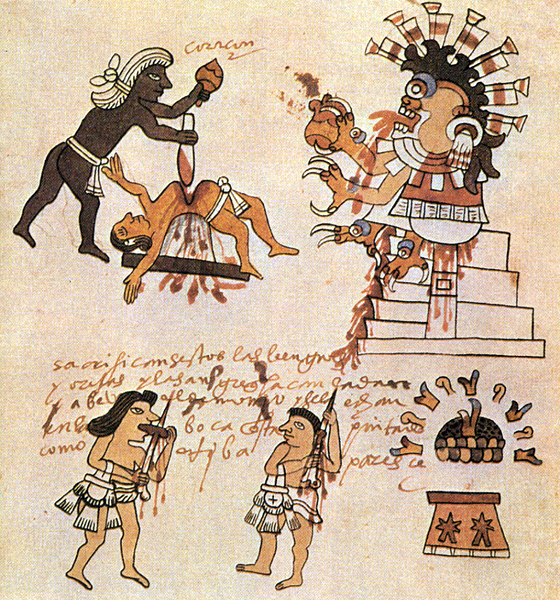
Codex Tudela: Das Bild zeigt die Opferung der Gefangenen für die Götter. Anschließend wurde ihr Fleisch gegessen.

Im Blumenkrieg wurde der Gegner im Kampf nur dann getötet, wenn es sich nicht vermeiden ließ; Ziel war die Gefangennahme von Kriegern. Wenn ein Mann gefangen war, wurde ihm ein Holzkragen angelegt, der ihn nicht nur an der Flucht hindern sollte, sondern ihn auch als Gefangenen kennzeichnete. Mit diesem Holzkragen wurde der Mann dann in Tenochtitlán dem Volk präsentiert. Er wurde ehrenhaft behandelt und in den meisten Fällen schon nach kurzer Zeit den Göttern geopfert.
Die Priester schnitten den Todgeweihten bei lebendigem Leibe, in einer heiligen Zeremonie, das Herz heraus und verbrannten es in einer „Adlerschale“ (Cuauhxicalli). Die Leichname wurden von der Opferpyramide gestoßen. Der Krieger, der den Gefangenen gemacht hatte, und seine Familie hatten das Vorrecht, Fleisch der Extremitäten zu verzehren. Dies wurde zwar als heiliges Ritual durchgeführt, der Kannibalismus hatte aber Michael Harner (1977) zufolge mutmaßlich seine Ursache in der an Eiweiß armen sonstigen Ernährung. Die Köpfe der Toten wurden auf einem Gerüst aus Holzstämmen, dem Tzompantli, ordentlich aufgereiht. Doch wenn ein großes Fest im Kalender oder die Einweihung eines Tempels anstand, mussten die Gefangenen manchmal lange auf ihren Tod warten. Sie wurden für die Festtage aufgespart und gesammelt. So hatten die Priester die Möglichkeit, den Göttern eine größere Anzahl Menschenopfer darzubringen. Zu dem Krieger, der sie auf dem Schlachtfeld bezwungen hatte, entwickelten die Gefangenen vor ihrem Opfertod oft ein herzliches Verhältnis. Es gab die Sitte, dass der Unterlegene seinen Bezwinger „Vater“ nannte.